# Stéphane Prévot
Pour les articles homonymes, voir Prévot.
Stéphane Prévot, né le 7 janvier 1969 vivant à Huy en Belgique, est un copilote de rallye automobile belge.

## Carrière sportive[1]
- 2014 : Rallye Historic d'Ypres; rallye de Chine avec Ch. Atkinson;
- 2012 : Vainqueur du Rallye de Whangarei et du Rallye du Queensland avec Ch. Atkinson, sur Škoda Fabia S2000, Champions d'Asie-Pacifique des rallyes et vainqueurs de la Coupe du Pacifique;
- 2011 : Vainqueur du Rallye de Malaisie, du Rallye de Nouvelle-Calédonie, et du Rallye de Whangarei avec Ch. Atkinson, sur Proton Satria Neo S2000 (Mitsubishi Lancer Evo malaisien), vice-champions d'Asie-Pacifique des rallyes et vainqueurs de la Coupe du Pacifique;
- 2007 : Prévot rejoint le Subaru World Rally Team comme copilote de Chris Atkinson au Rallye d'Argentine. Le duo a terminé les 11 autres courses pour terminer à la septième place au championnat du Monde des Rallyes;
- 2006 : Retour dans le "Subaru World Rally Team";
- 2005 : Championnat du Monde des Rallyes avec François Duval chez Citroën;
- 2004 : Chez Ford avec François Duval, le duo a obtenu deuxièmes places aux rallyes du Mexique et d'Allemagne;
- 2002 : Peugeot Bastos à la CMR;
- 2001 : Skoda en WRC;
- 2000 : Prévot fait ses débuts avec le Subaru World Rally Team;
- 1999 : A remporté la coupe d'Europe des Rallyes avec Thiry, et le duo a terminé l'année en signant pour le Subaru World Rally Team;
- 1998 : Prévot est garanti d'un retour en WRC avec Ford;
- 1994 : Signe avec l'usine Ford Rally Team et termine en cinquième place du championnat du Monde des Rallyes;
- 1992 : Prévot et Bruno Thiry termine deuxième au WRC Rally de Côte d'Ivoire;
- 1991 : fait ses débuts aux côtés de Bruno Thiry dans une Opel Kadett;
- 1990 : Copilote du belge Marc Timmers avec la victoire au Championnat de Belgique des Rallyes en Groupe N;
- 1989 : Prévot a fait ses débuts CMR;
- 1987 : débuts dans le championnat de Belgique, où il a perfectionné ses compétences.